# 魏恩格拉本
魏恩格拉本（德語：Weingraben）是奥地利布尔根兰州上普伦多夫县的一个市镇。总面积9.22平方公里，总人口389人，人口密度42.2人/平方公里（2001年）。